# 홈쇼핑MD
홈쇼핑MD를 흔히 '홈쇼핑 꽃'이라고 표현하곤 한다.
그만큼 홈쇼핑에서 가장 중요하게 인식되고 있는 직무이다.
MD는 Merchandise에 er을 덧붙인 약자로, 사람들이 원하는 상품이 무엇인지 소비자의 욕구를 평가 분석하고, 소비 유형과 구매 패턴을 파악하여 시장성 있는 신상품을 발굴한다. 그 뿐만 아니라 생산, 개발, 구매 및 판매, 재고 조절 등 상품 흐름의 전 과정을 총괄하는 일을 수행하며
때론, 업체의 마케팅 부서와 콘택트 해 마케팅을 위한 전략 및 방안을 수립하여 적용하기도 한다.

## 홈쇼핑MD의 업무
- 실적체크 및 업계동향 모니터링

전날 있었던 판매 실적과 방송을 직접 모니터링한다. 이 과정에서 경쟁사 편성 확인도 하는데, 경쟁사가 잘하는 점은 벤치마킹하고 부족한 부분은 모니터링해 참고할 수 있기 때문이다.
- 협력사 미팅

방송 콘셉트를 논의하기 위해 협력사와 미팅하기도 한다. 보다 나은 방송을 위해 새로운 아이디어를 협력사에게 역으로 제안하기도 한다. 상품평을 꼼꼼히 읽으며 트렌드를 배우고 보완할 부분이 있다면 미팅 때 언급하기도 한다.
- 사전미팅

제품이 방송되기 2~3일 전 쇼호스트, 협력사, PD, MD가 한 자리에 모여 회의를 가진다. 같은 제품이라 하여도 PD와 쇼호스트가 바뀌는 경우는 있지만 MD는 그대로 들어가기 때문에 이전 방송을 참고해 이번에는 어떤 부분을 개선해야 할지 전달하고 이끈다.
- 협업부서와 미팅

방송 전에 방송 심의팀을 만나 판넬 문구에서 심의에 벗어나는 부분은 없는지 확인받는다. 방송 심의 뿐만 아니라 신규 론칭 상품이면 품질 담당자도 만나고 수량 확보를 위해서 물류, 배송 관리를 담당하는 SCM 담당과도 협업한다.
- 생방송 준비 및 시작

방송 시작 전 꼼꼼하게 상품 진열부터 방송 준비 현황까지 빠진 부분이 없는지 현장을 살핀다. 방송이 시작되면 워룸에서 실시간 모니터링 시작한다. 방송을 보며 어떤 고객층이 많이 구입하고 있는지, 어떤 상품이 제일 인기인지 등을 확인한다. 방송 중 PD가 메신저를 통해 문의하면 상품에 대해 잘 아는 MD가 대답하는 일도 이 과정에서 이루어진다.
- 사후미팅

방송이 끝나면 쇼호스트, 협력사, PD가 모두 모여 방송에서 부족했던 점 개선해야 할 사항 등을 열띤 논의 후, 꼼꼼하게 메모한다. 방송에서 가장 많이 구매한 연령대, 가장 구매율이 높았던 지역, 신규 고객 비율과 기존 구매 고객 비율을 비교 후 데이터 분석하는 작업도 같이 이루어진다.

## 홈쇼핑MD의역량
- 커뮤니케이션능력

MD는 수많은 커뮤니케이션을 동시 다발적으로 진행하기에 이는 상당히 중요한 역량이다. 홈쇼핑 MD는 내부 유관부서, 협력사 등 거쳐야 할 사람이 많다. 잘못된 커뮤니케이션 하나가 엄청난 결과를 만들기도 하기에 중요한 사항은 카톡이나 메일을 통해 정확하게 문서로 기록을 남겨 커뮤니케이션 미비로 발생할 문제에 대해 증거 또는 대응자료로 사용할 수 있게 준비해두어야 한다. 명확한 내용 전달과 이해가 안 될 시 바로 재차 확인하는 등 꼼꼼하게 커뮤니케이션 하려는 자세도 필요하다.
- 분석력

고객이 요구하는 상품이 무엇인지 파악해야 하며, 고객이 유입되는 채널의 유입 경로 등을 발 빠르게 파악하여 적시적소에 상품을 노출해야 하기에 매우 필요한 부분이다.
- 책임감

유관부서의 연락이나 피드백을 귀찮아하지 않고 자신이 기획한 상품을 방송까지 끝까지 책임지려는 자질이 필요하다.
- 매출 데이터 분석

MD 직무는 숫자에 매우 민감한 직업이다. 기획한 상품의 판매도가 매출과 직결되기 때문에 매출의 압박에서 자유로울 수 없다. 때문에 엑셀 가공을 통한 매출 데이터 분석 능력이 필요하다.

## 홈쇼핑MD의 근무환경
직접 현장을 돌아다니며 시장 조사를 하고 거래 업체와의 회의, 좋은 상품 선점 등을 위한 출장이 잦은 편이다. 경영기획, 광고홍보, 생산, 유통 등을 담당하는 전문가나 사무직원들과의 회의도 잦은 편이다.

## 향후비전
향후 10년간 MD 취업자 수는 다소 증가할 것으로 전망된다. 다양한 상품이 끊임없이 쏟아져 나오고 기업 간의 경쟁이 치열해지면서 자연스레 MD의 역할이 커지고 있다. 제품 판매에서 홍보나 마케팅도 중요하지만 소비자가 원하는 신제품을 기획하고, 기존에 출시된 제품 중 소비자의 욕구에 맞는 제품을 찾아 소개하는 역할도 중요해지고 있기 때문이다.
또한 고령화, 1인 가구 증가 등 인구 구조의 다양한 변화도 MD의 전망에 크게 기여하는 부분이다. 새로운 고객층의 니즈 분석과 시장 분석 등이 요구되어 '중장년층을 위한 화장품'처럼 세분화된 소비자의 특성에 부합하는 상품 기획이 늘어날 것이다.
온라인 쇼핑 거래액이 계속 상승하고 있는 현시점에서 오프라인보다 온라인에서의 상품 기획 활동 수요가 커질 것이다. 이에 온라인, 모바일을 통한 쇼핑의 증가도 MD 고용에 긍정적이다.

## 준비과정
MD가 되기 위해 특별히 정해진 교육이나 훈련과정이 있는 것은 아니나, 대학교에서 경영, 경제, 무역, 유통 전공하거나 의상, 섬유, 식품 등 특정한 분야에 대한 지식을 갖추고 있는 것이 유리하다. 채용 시 아르바이트나 인턴, 창업 등 해당 분야에서의 활동한 경력을 높이 사는 업체도 많으므로 이와 관련된 경험을 쌓는 것도 도움이 된다.

## MD와VMD차이
간혹 두 직업을 혼동하는 사람들이 있는데, visual merchandiser(VMD)는 매장에서 상품의 디스플레이를 담당하는 직군을 말한다. MD가 상품이 선택되고 유통되어 소비자에게 판매되기까지의 모든 과정을 책임진다면, VMD는 판매 과정에서 상품이 매장에서 고객들에게 가장 효과적으로 어필할 수 있는 상태를 만드는 역할은 한다. 매장 내 상품 배치는 물론 더 나아가 판매 매장의 위치나 지역의 특성을 분석해 주력 상품을 결정하고 전반적인 인테리어에 관한 부분까지 포괄적으로 관장한다.

## 같이 보기
현대홈쇼핑
홈앤쇼핑
CJ 온스타일
롯데홈쇼핑
NS홈쇼핑